# Joe Maddon
Joseph John "Joe" Maddon, född den 8 februari 1954 i Hazleton i Pennsylvania, är en amerikansk professionell basebolltränare som senast var huvudtränare för Los Angeles Angels i Major League Baseball (MLB). Han har tidigare varit huvudtränare för samma klubb när den hette California/Anaheim Angels samt för Tampa Bay (Devil) Rays och Chicago Cubs.

## Uppväxt
Maddon växte upp med en italiensk far och en polsk mor. Hans far hette från början Maddoni, men förkortade senare efternamnet.

## Spelarkarriär
Maddon spelade baseboll (som catcher) och amerikansk fotboll på college, men blev aldrig draftad. Han skrev visserligen kontrakt med California Angels som free agent och spelade några säsonger på 1970-talet i minor leagues, men aldrig på högre nivå än A.

## Tränarkarriär
Maddon började sin karriär som tränare 1981 och arbetade sammanlagt 31 år i Angels organisation, varav han var klubbens huvudtränare under två korta perioder 1996 och 1999. 2006 tog han över som huvudtränare för Tampa Bay Devil Rays, där han två gånger blev utnämnd till American Leagues bästa tränare (Manager of the Year), 2008 och 2011. 2008 guidade han mycket överraskande Rays till seger i American League. Han lämnade Rays efter 2014 års säsong.
Bara några dagar efter att han slutat som tränare för Tampa Bay presenterades han som ny tränare för Chicago Cubs, där han skrev på ett femårskontrakt värt 25 miljoner dollar. Han guidade Cubs till finalen i National League, NLCS, där klubben inte hade varit på tolv år. Efter säsongen utsågs han till den bästa tränaren i National League. Det var tredje gången han fick priset som bästa tränare, vilket bara sex tränare hade lyckats med före honom. Han blev även den sjunde i historien att få priset i både American och National League.
Året efter lyckades Maddon guida Chicago Cubs till klubbens första seger i World Series på 108 år. Han kom tvåa i omröstningen till bästa tränare i National League, där omröstningen sker före slutspelet. I maj året efter nådde han milstolpen 1 000 vinster i MLB som tränare, vilket bara 62 tränare lyckats med före honom. Efter 2019 års säsong beslöt Cubs att inte förlänga kontraktet med Maddon, som i stället skrev på för Los Angeles Angels. Han fick sparken av Angels i juni 2022 efter att laget förlorat tolv matcher i rad.